# Wilfrid Bennett Lewis
Wilfrid Bennett Lewis, CC, CBE, FRSC, FRS (Cumberland, Inglaterra, 24 de junho de 1908 — Condado de Renfrew, 10 de janeiro de 1987) foi um físico nuclear e administrador canadense. Contribuiu decididamente no desenvolvimento do reator CANDU.